# 2014年東京都知事選挙
2014年東京都知事選挙（2014ねんとうきょうとちじせんきょ）は、2014年（平成26年）2月9日に行われた東京都知事の選挙である。
元厚生労働大臣の舛添要一が初当選。2014年2月11日に当選人告示され、正式就任した。

## 概要

自由民主党東京都支部連合会・公明党東京都本部推薦、新党改革支援で立候補し当選した舛添要一（左）と自由民主党総裁安倍晋三（右）

2013年11月22日、朝日新聞は、東京都知事の猪瀬直樹が前回知事選の直前に医療法人徳洲会から5000万円の資金提供を受けていたとスクープした。徳洲会事件に関わり都政に混乱に招いたことの責任を取り、猪瀬は同年12月19日に辞職願を東京都議会議長に提出し、12月24日の都議会本会議で辞職が同意された。同日、議長から東京都選挙管理委員会に知事の退職が通知されたことから、選挙日程は「2014年1月23日告示、2月9日投開票」に確定。約1年2ヶ月ぶりに選挙が実施されることになった。
第二次世界大戦後に東京都知事が民選となってから2011年の前々回選挙までは統一地方選挙に内包される形で執行され、2012年の前回選挙は衆院選との同日選挙の形で執行されたが、今回は初めて都知事選単独で行われることとなった。
選挙戦は、元厚生労働大臣で前新党改革代表の舛添要一、第79代内閣総理大臣を務めた元衆議院議員の細川護煕、日本弁護士連合会前会長で前回に続いての出馬となった宇都宮健児、軍事評論家で元航空幕僚長の田母神俊雄を始め、都知事選は7度目の挑戦となるドクター・中松や3度目のマック赤坂、実業家の家入一真が初出馬するなど計16名が立候補。自民・公明の推薦を受けた舛添が初当選した。

## 主な争点
（出典）
- 2020年東京オリンピックに向けた対応

2013年9月の第125次IOC総会で2020年夏季オリンピックの開催地が東京に決まったことで、開催に向けての準備と街づくり、競技施設の建設にかかる費用など大会運営に向けた計画・構想が争点の一つとなった。候補者では、ひめじ・宇都宮・中松・田母神・舛添・細川・赤坂・家入・内藤・五十嵐・松山など多くの候補が五輪開催成功に向けた支援を行う立場を取る。この中では、宇都宮・細川・内藤らが大会施設の建設計画見直しなどを行うなどして大会開催費用の削減を訴えた。一方、鈴木・中川・酒向は大会開催中止を訴えた。
- 東日本大震災による福島第一原子力発電所事故を受けた『脱原発』『原発ゼロ』への是非などを含めた原発・エネルギー政策

候補者の内、細川・宇都宮などが『脱原発』を掲げたことで、国政問題である原発・エネルギー問題が争点に浮上した。原発依存からの脱却や自然エネルギーへの転換、即時原発ゼロなど個人個人の立場は異なるものの宇都宮・鈴木・舛添・細川・赤坂・金子・松山らが『脱原発』の立場を取った。
- 南関東直下地震などの災害への対策

- 少子高齢化への対策

- 『政治とカネ』の問題

前職の猪瀬が徳洲会グループから5000万円を受領した問題で辞職したこともあり争点となった。

## 選挙データ

### 告示日
- 2014年（平成26年）1月23日[7]

### 投票日
- 2014年（平成26年）2月9日[7]
  - 当日の投票時間帯 - 7:00 〜 20:00[12]
  - 期日前投票 - 1月23日 〜 2月8日[12]
  - 投票所閉鎖時間の繰り上げ
    - 奥多摩町（町内全13投票区）および新島村（村内全3投票区）において閉鎖時刻を2時間繰上げ（18:00閉鎖）[12]

  - 繰り上げ投票 - 2月8日
    - 小笠原村第2投票区（母島）[12]

  - 開票 - 当日21:00までに開票開始（即日開票）[12]

#### 積雪による影響
投票日前日の2月8日に東京地方は記録的な大雪に見舞われ（平成26年の大雪）、選挙の執行にも影響を与えた。
- 檜原村の全投票所、奥多摩町の2投票所で、除雪のため投票開始を2時間繰り下げ、9:00とした[13]。
- 青梅市の1投票所で、ケーブルカーの運転見合わせのため投票終了を4時間繰り上げ、16:00とした[14]。

### イメージキャラクター
本選挙は、猪瀬の辞職表明から年末年始をはさんで告示までの期間が短く、タレントや著名人の日程調整が困難だったことから、イメージキャラクターの登用は見送られた。選挙啓発ポスター等では「わたしたちにできることがある。」というキャッチフレーズが用いられる。

## 立候補者
16名、届け出順。
| 候補者名                             | 年齢 | 新旧 | 党派       | 党派                                                             | 肩書                                     |
| 候補者名                             | 年齢 | 新旧 | 公認       | 推薦・支持他                                                     | 肩書                                     |
| ------------------------------------ | ---- | ---- | ---------- | ---------------------------------------------------------------- | ---------------------------------------- |
| ひめじけんじ （ひめじ けんじ）       | 61   | 新   | 無所属     |                                                                  | 建物管理業                               |
| 宇都宮健児 （うつのみや けんじ）     | 67   | 新   | 無所属     | 日本共産党、社会民主党、 緑の党グリーンズジャパン、新社会党 推薦 | 弁護士 前日弁連会長                      |
| ドクター・中松 （どくたー なかまつ） | 85   | 新   | 無所属     |                                                                  | 発明家                                   |
| 田母神俊雄 （たもがみ としお）       | 65   | 新   | 無所属     | 維新政党・新風 支持 日本維新の会の一部 支援                      | 軍事評論家 元航空幕僚長                  |
| 鈴木達夫 （すずき たつお）           | 73   | 新   | 無所属     | 革共同中核派 支持                                                | 弁護士                                   |
| 中川智晴 （なかがわ ともはる）       | 55   | 新   | 無所属     |                                                                  | 一級建築士                               |
| 舛添要一 （ますぞえ よういち）       | 65   | 新   | 無所属     | 公明党都本部、自民党都連 推薦 新党改革 支援                      | 元参議院議員 元厚生労働大臣              |
| 細川護熙 （ほそかわ もりひろ）       | 76   | 新   | 無所属     | 民主党、生活の党、結いの党、日本維新の会の一部 支援              | 陶芸家 元衆議院議員、元内閣総理大臣      |
| マック赤坂 （まっく あかさか）       | 65   | 新   | スマイル党 |                                                                  | 党総裁 セラピスト                        |
| 家入一真 （いえいり かずま）         | 35   | 新   | 無所属     |                                                                  | IT関連会社役員                           |
| 内藤久遠 （ないとう ひさお）         | 56   | 新   | 無所属     |                                                                  | 元建設機械器具リース会社社員             |
| 金子博 （かねこ ひろし）             | 84   | 新   | 無所属     |                                                                  | 元ホテル運営業                           |
| 五十嵐政一 （いがらし まさいち）     | 82   | 新   | 無所属     |                                                                  | 一般社団法人理事長                       |
| 酒向英一 （さこう えいいち）         | 64   | 新   | 無所属     |                                                                  | 元瀬戸市役所農務課職員                   |
| 松山親憲 （まつやま ちかのり）       | 72   | 新   | 無所属     |                                                                  | 警備会社アルバイト                       |
| 根上隆 （ねがみ たかし）             | 64   | 新   | 無所属     |                                                                  | 元東京都職員（中野区教育委員会・建設部） |

### 立候補者のプロフィールおよび立候補に至る経緯

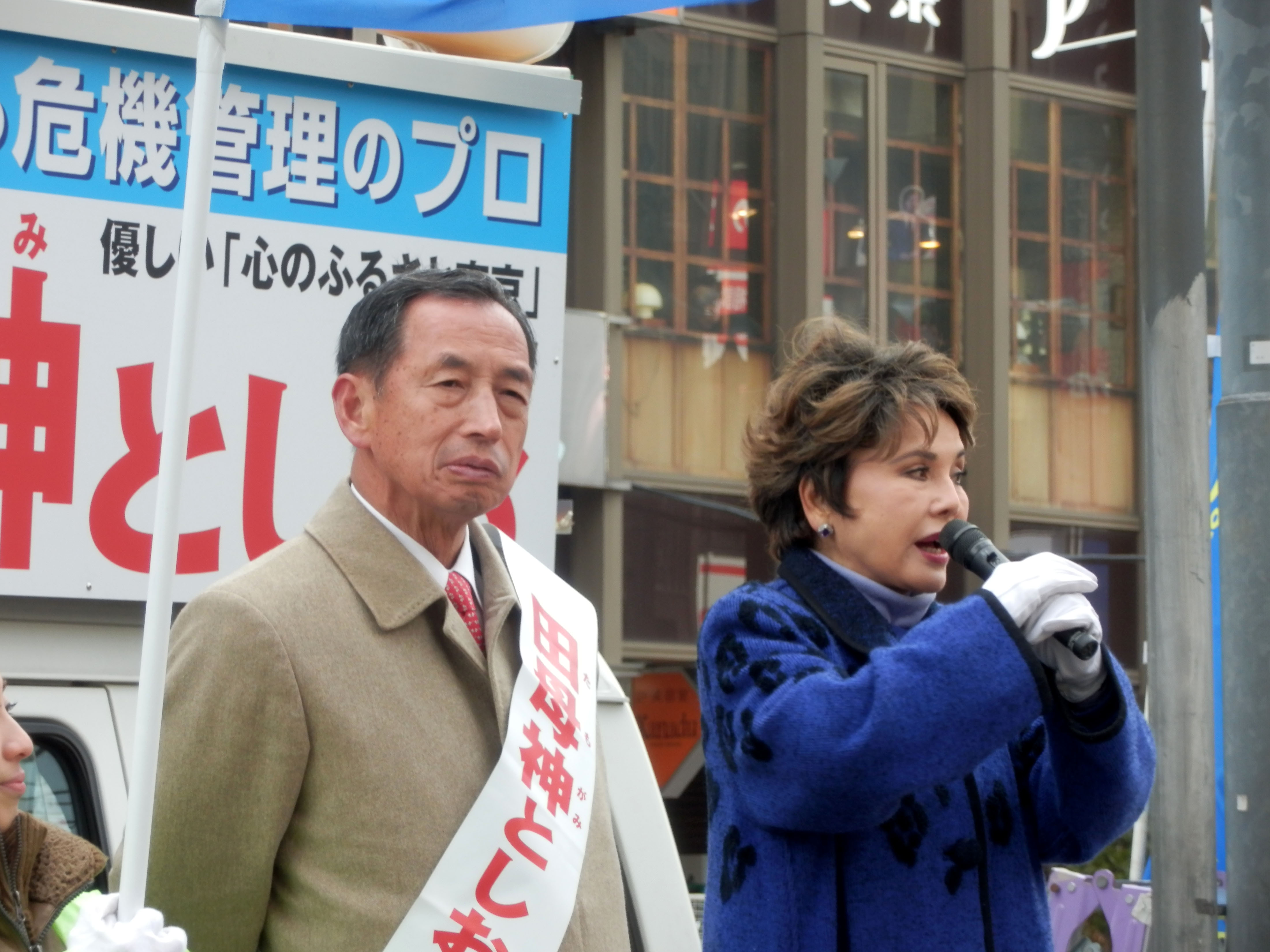
田母神と応援演説を行うデヴィ・スカルノ（2014年2月2日撮影）

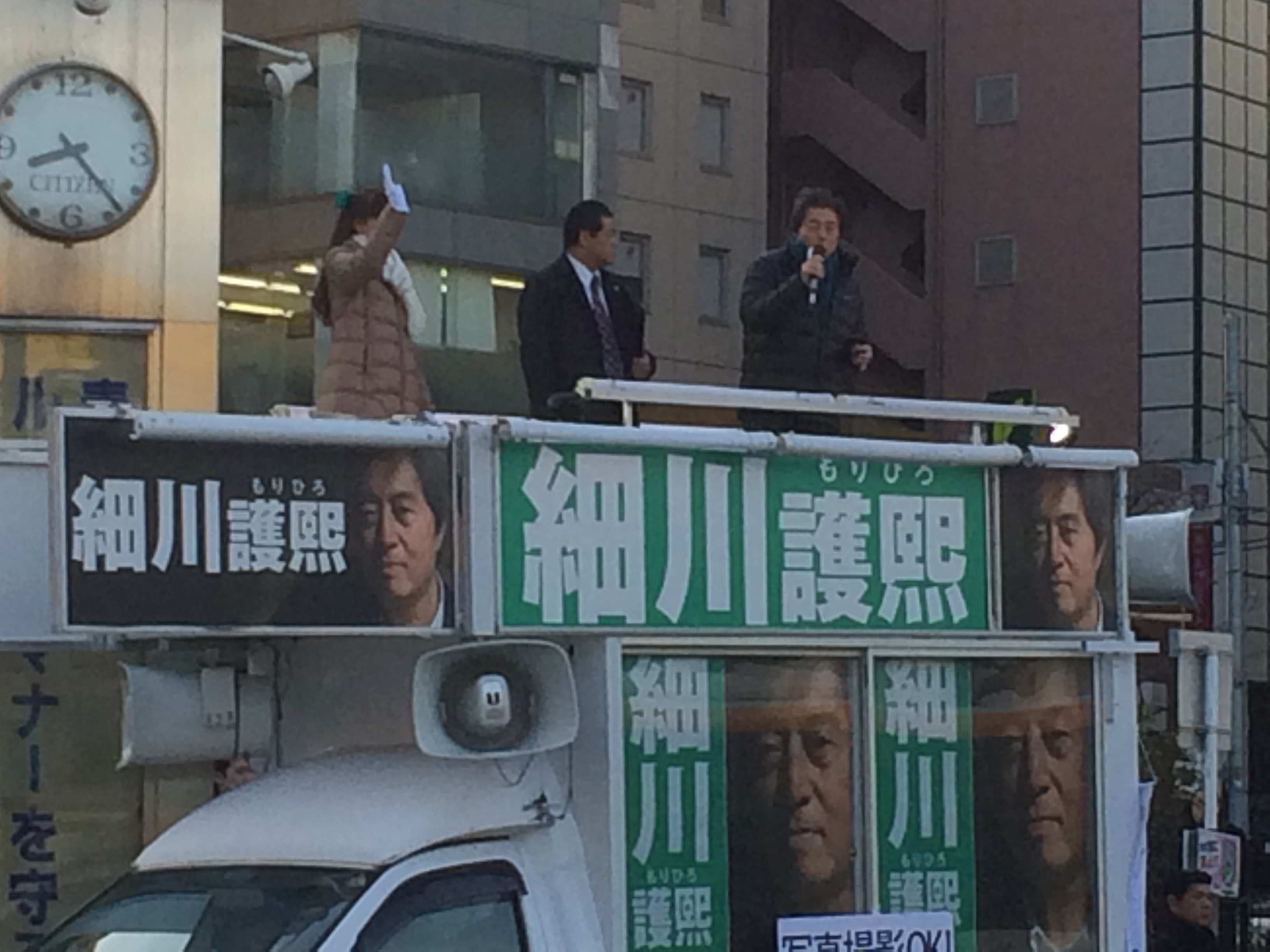
東京都練馬区の練馬消防署前交差点にて演説を行う細川（2014年2月撮影）

本節では届け出順にプロフィールを示す。
- ひめじけんじ - 建物管理・ビルメンテナンス業、元航空自衛隊員、元『平和党核兵器廃絶平和運動』代表

2014年1月17日、記者会見で無所属での出馬を表明。前々回の都知事選では「姫治けんじ」名義で出馬し、得票数最下位の11位となった。
2016年、2020年に立候補した際は「関口安弘」名義で出馬。また参議院議員通常選挙の際は東京都選挙区から出馬している。
- 宇都宮健児 - 弁護士、日本弁護士連合会前会長

前回都知事選で前職の猪瀬直樹に次いで得票数2位となった。2013年12月28日に無所属での出馬を表明。前回の知事選挙に出馬した際にも宇都宮を推薦していた共産党・社民党・緑の党・新社会党から今回も推薦を受けた。また、日本革命的共産主義者同盟 (JRCL)・民主主義的社会主義運動（MDS）・労働者社会主義同盟などの各団体が宇都宮を支援した。
- ドクター・中松 - 発明家、元幸福実現党特別代表

2014年1月8日、記者会見で無所属での出馬を表明。これまで1991年、1999年、2003年、2007年、2011年、2012年の計6回東京都知事選挙に立候補しているがいずれも敗れている。
- 田母神俊雄 - 軍事評論家、元航空幕僚長

2014年1月3日に出馬する意向を表明し、同7日に出馬会見を開き無所属での出馬を正式表明。出馬会見には日本維新の会共同代表で元東京都知事の石原慎太郎を始め、中山成彬・西村眞悟ら日本維新の会所属の国会議員なども同席、個人的な田母神への支援を表明した。尚、維新は都知事選では自主投票としている。維新政党・新風が支持を決めた。
- 鈴木達夫 - 弁護士

2014年1月14日、記者会見で無所属での出馬を表明。革命的共産主義者同盟全国委員会の支持を受ける。
- 中川智晴 - 一級建築士、元文部省職員

2014年1月9日、記者会見で無所属での出馬を表明。
- 舛添要一 - 元厚生労働大臣、元新党改革代表

1999年の都知事選にも出馬し、第3位の得票数であった。前職の猪瀬が辞任会見を開いた2013年12月19日頃から都知事選の出馬に意欲を示していることが報道され続け、年が明けた2014年1月8日に所属する新党改革を離党した上で無所属で出馬する意向を表明。新党改革への離党届が受理され、同16日に会見を開き無所属での出馬を正式表明した。自民党都連・公明党都本部・連合東京が推薦を、新党改革が支援をそれぞれ決めた。
- 細川護熙 - 第79代内閣総理大臣

第87-89代内閣総理大臣を務め2013年に入り「原発ゼロ」の立場を講演会などで訴え続けていた小泉純一郎が同年11月12日に「原発ゼロ」会見を開き強く即原発ゼロを強く主張。その直後に、考えが近いとして政界引退から15年が経った細川がいち早くこの動きに呼応し、今後共闘していくことを表明するなど「原発ゼロ」をスローガンにした政治活動の動きを強めていた。その中で、年が明けた2014年1月4日、『週刊ポスト』と『日刊ゲンダイ』の週刊誌2誌が細川が小泉の支援を受けて都知事選に立候補すると伝え、直後には民主党都連が細川に出馬を要請していたことが明らかになるなど出馬の可能性が急浮上。この時点で細川は出馬の意思を示さず同党からの要請を固辞していた が、同10日、関係者に対し「出馬を決断する状況になった」と語り、都知事選出馬の準備を進めていることを明らかにした。そして、同14日、細川が都内のホテルで小泉と会談し、同日中に記者団に対して出馬の意思があることを表明。その後、準備不足として出馬会見が先延ばしになるなどの混乱もあった が、告示日前日の1月22日に会見を開き無所属での出馬を正式表明した。民主党・生活の党・結いの党が独自に細川を支援した。
- マック赤坂 - セラピスト、スマイル党総裁、元貿易会社社長

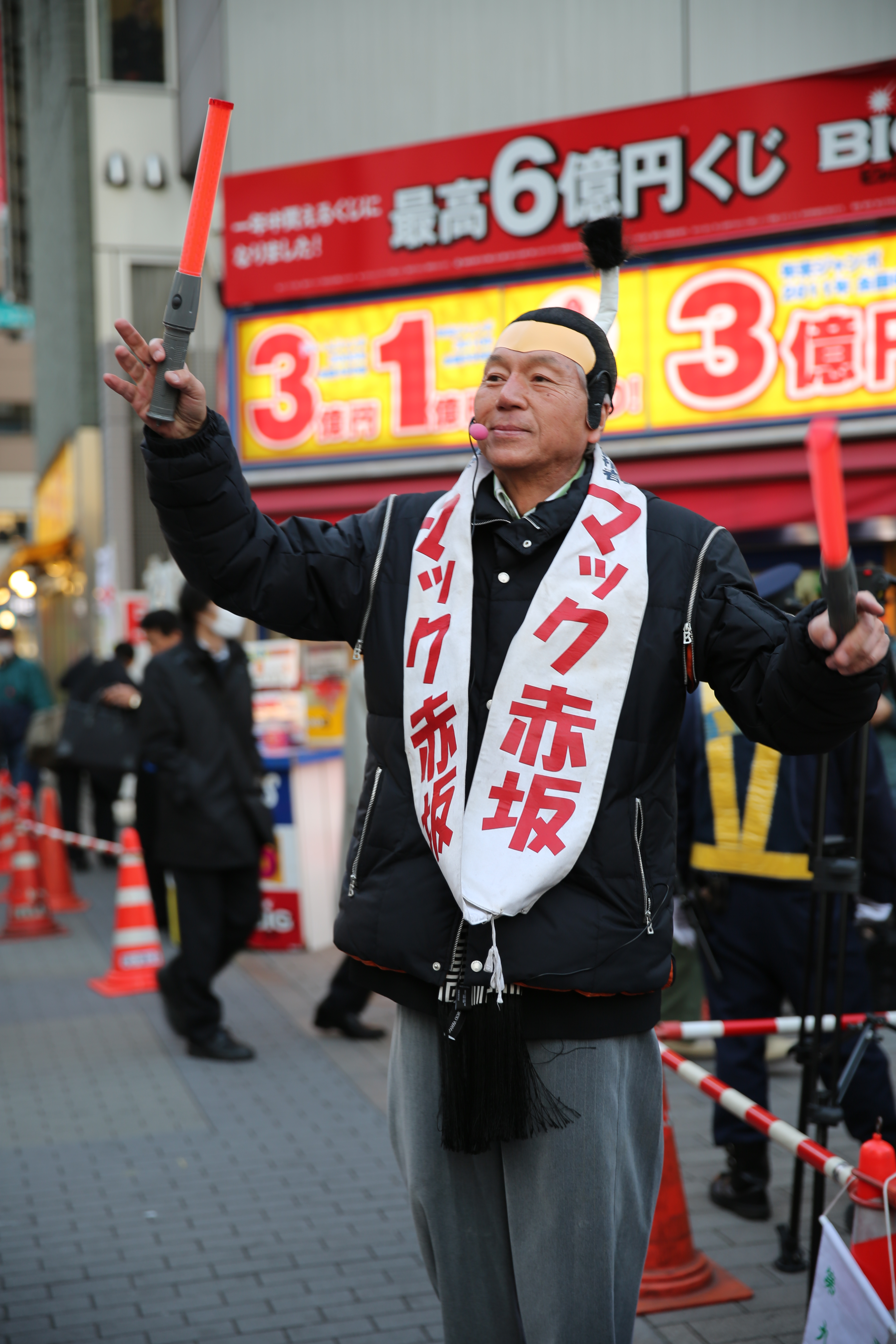
演説を行うマック赤坂（2014年1月撮影）

2014年1月17日に記者会見で、スマイル党公認での出馬を表明。都知事選には2011年と2012年の計2回立候補しておりそれぞれ得票数9位、8位となった。
- 家入一真 - IT関連会社役員、paperboy&co.創業者

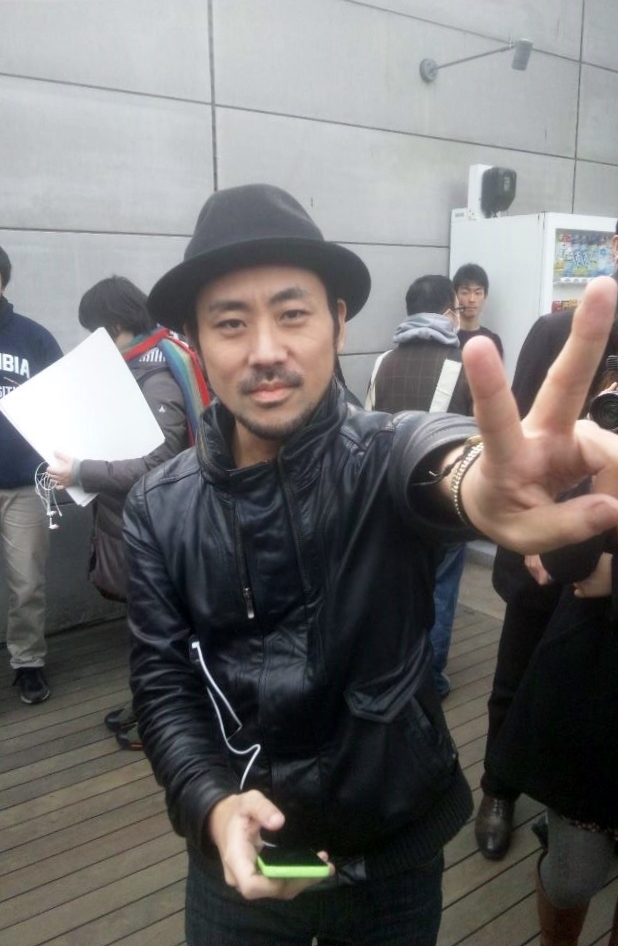
東京都渋谷区で行われた選挙運動での家入（2014年1月26日撮影）

猪瀬の辞任表明が行われた2013年12月19日に自身のTwitterにおいて「1000RTで都知事選出馬」とツイートし30分弱で達成。資金確保などの準備を急ピッチで進め告示直前の2014年1月21日に出馬の意向を表明、翌22日に無所属での出馬を正式表明した。
- 内藤久遠 - 元建設機械器具リース会社社員、元陸上自衛官

2014年1月17日、記者会見で無所属での出馬を表明。
- 金子博 - 元ホテル運営業

福島県白河市から立候補。2014年1月22日、記者会見で無所属での出馬を表明。
2015年5月8日死去。 息子の金子芳尚は2014年福島県知事選挙に立候補したが落選。
- 五十嵐政一 - 一般社団法人『セリー マレーシア協会』理事長、コンサルタント会社社長

前回の都知事選では最下位の9位。2014年1月9日、記者会見で無所属での出馬を表明。
- 酒向英一 - 元瀬戸市農務課主事

愛知県瀬戸市から立候補。2014年1月22日、記者会見で無所属での出馬を表明。
- 松山親憲 - 警備会社アルバイト、元老人ホーム職員、元高校教諭

鹿児島県指宿市から立候補。告示日当日に立候補を届け出た。
- 根上隆 - 元東京都職員（中野区教育委員会・建設部）、元宝石商、主権在民党代表、革命家

2014年1月16日、記者会見で無所属での出馬を表明。
第15回参議院議員通常選挙に主権在民党から立候補したが落選。 2014年長野県知事選挙に立候補したが落選。2014年10月12日死去。

### 立候補を取りやめた人物
- 吉田重信（よしだ しげのぶ） - 元ネパール大使

前回の都知事選では得票数6位となった。2014年1月8日、記者会見で無所属での出馬を表明した ものの、「脱原発の公約を掲げる有力候補が二人いるので一本化させたい」という理由から同17日に出馬取りやめを表明した。
- 山口節生（やまぐち せつお） - 不動産鑑定士

2014年1月8日、記者会見で自身が代表を務める政治団体 からの出馬を表明。過去、都知事選は1995年と2007年の計2回出馬している。しかし翌9日になり「選挙資金がない」ことを理由に出馬を取りやめることを表明した が、1月18日に開かれた都知事選立候補予定者公開討論会に登壇。翌19日、同26日投開票の埼玉県深谷市長選出馬を表明。立候補するも落選した。
- 平澤求（ひらさわ もとむ） - 元小学校教諭、元マンション管理員、『ささえあう社会』代表

2014年1月16日、記者会見で自身が代表を務める政治団体 からの出馬を表明した が、立候補しなかった。
（立候補表明順）

### 立候補が取り沙汰された人物
（→詳細）
自民党関連
- 池上彰 - ジャーナリスト

自民党が実施した情勢調査で2桁代の高い支持を得ていた ことなどから擁立を打診したが「生涯、一ジャーナリストが信条」として出馬の考えを完全否定。その後、立候補した細川からも出馬を打診されたが、その場で池上が逆に細川の立候補を促していた。尚、選挙当日に池上は、TOKYO MXとテレビ東京で選挙特番に出演した。
- 小池百合子 - 自民党衆議院議員

小池が所属する自民党内から擁立の動きがあったが、出馬しないと明言。後に、この選挙で当選した舛添が辞職したことに伴い行われた次の都知事選に立候補し当選。
- 下村博文 - 自民党衆議院議員、文部科学大臣

下村が所属する自民党内から擁立の動きがあったが、出馬の意思がないことを明言。
- 橋本聖子 - 自民党参議院議員

橋本が所属する自民党内から擁立の動きがあったが、橋本が選挙期間中に開幕するソチ冬季オリンピックの日本選手団団長を務めており出馬は難しいという意見が挙がり擁立は見送られた。
- 丸川珠代 - 自民党参議院議員

丸川が所属する自民党内から擁立の動きがあったが、本人が固辞。
- 村木厚子 - 厚生労働省官僚

自民党内から擁立の動きがあったが、擁立は見送られた。
民主党関連
- 鳥越俊太郎 - ジャーナリスト

民主党都連が擁立を打診したが、本人が固辞。後に、この選挙で当選した舛添が辞職したことに伴い行われた次の都知事選に立候補した。
- 村尾信尚 - キャスター

民主党都連が擁立を打診したが、本人が固辞。
その他
- アントニオ猪木 - 日本維新の会参議院議員、元プロレスラー

出馬の意思があるとして報道されたが、出馬を見送った。
- 東国原英夫 - 元日本維新の会衆議院議員、元宮崎県知事

2013年12月に衆議院議員を辞職し、この都知事選への出馬が取り沙汰されたが、不出馬を表明。しかし、自身の出馬の可能性が最後まであったことを後に表明した。都知事選は2011年に出馬経験があり得票数2位であった。
（五十音順）

## 政党・団体の動向
政権与党の自民党や野党の民主党などを始めとした各党は猪瀬が辞職した2013年12月19日頃から本格的に独自候補擁立に動き始めた。
自民党では、同党に所属する下村博文や橋本聖子、丸川珠代、小池百合子など地元選出の国会議員を中心に擁立する動きがあったが本人が固辞するなど候補決定までは至らなかった。一方の民主党も同党に所属する蓮舫やジャーナリストの鳥越俊太郎、キャスターの村尾信尚らに立候補を打診したが全て固辞された。
その中で元厚生労働大臣で自民党にも所属していた前新党改革代表の舛添要一が候補者として浮上。自民党では対応が協議されたが、同党が野党時代の2010年4月に同党執行部を批判し離党、除名された経緯があり党内では敬遠する関係者も多くいた。しかし、前年の暮れに同党が行った情勢調査で舛添が圧倒的な強さを見せたこと や舛添が自民党時代から近い関係であった同党幹事長の石破茂や官房長官の菅義偉などの党執行部が舛添の手腕を評価するなどした ことから、同党は舛添を軸に候補者調整を行った。そして、2014年1月9日に開かれた都議会自民党の総会に舛添が出席し「党が大変な時代にみなさんにご迷惑をおかけした」と謝罪。所属する新党改革を離党し、今後は自民党との連携を強化していくことを表明した ことから、翌10日、同党都連は党本部で幹部会を開き、舛添の都連推薦を正式に決定した。ただ、党内からの舛添に対する敬遠もあったことから推薦は都連単位に留まった。しかし、都連推薦決定後にも、同党所属の衆議院議員の小泉進次郎や参議院議員で舛添の元妻でもある片山さつきらは一度党を離党し除名された舛添を支援することに関して否定的な立場であるということを表明しており党内でのしこりが残った。加えて、自民党と連立政権を組む公明党も都本部が舛添の推薦を決め足並みをそろえた。
更に、独自候補擁立に向け動いていた民主党内からも年明けになり舛添相乗り論が出始めていた。この直前には出馬が噂されていた細川護煕に同党からの出馬を打診したが固辞される など独自候補擁立は難航していたため、同党との繋がりも強かった舛添の推薦へと民主党都連は動き始めていた。しかし、同党からの出馬を固辞した細川が一転して無所属で出馬する意向を固めた ことを受け、同党都連は細川が正式に出馬を表明する前の1月14日に細川を勝手連として支援する方針を早々と決定し、自民党との対立軸を明確にした。
その後、細川が掲げる「原発ゼロ」に考え方が近いとして生活の党と結党から間もない結いの党が独自に細川を支援することを決定。しかし、民主党の支持母体である連合東京は舛添の推薦を決め、民主党との対応が分かれた。
一方、共産党や社民党を中心とした革新陣営は、前回の都知事選でも推薦していた宇都宮を今回の都知事選でも推薦し、宇都宮は実質的な革新統一候補となった。ただ、社民党内では宇都宮の推薦決定後に、宇都宮と同様「脱原発」を訴える細川が出馬を表明したため、党内で脱原発を訴える候補の一本化を求める意見が浮上していたが、最終的に一本化は不可能として宇都宮の推薦に落ち着いた。共産党・社民党の他、緑の党・新社会党も前回に続いて宇都宮を推薦した。
また、日本維新の会とみんなの党は自主投票を決めた。日本維新の会では共同代表の石原慎太郎などを始めとした同党所属の国会議員の一部が独自に田母神を支援した ほか、松野頼久国会議員団幹事長、小沢鋭仁国会対策委員長ら日本新党出身者が独自に細川を支援するなど、対応が分かれた。
この他、舛添が所属していた新党改革は舛添の離党と都知事選での支援を決定 し、維新政党・新風が田母神の支持を決定。前回の都知事選で宇都宮を推薦していた地域政党の東京・生活者ネットワークは党本部が自主投票を決定 したが、同党を母体とする東京都議会の都議会生活者ネットワークは、独自に細川を支援することを決めている。新左翼各派は、日本革命的共産主義者同盟 (JRCL)・民主主義的社会主義運動（MDS）・労働者社会主義同盟の各団体が宇都宮を支持したが、革命的共産主義者同盟全国委員会（中核派）・都政を革新する会は独自候補として鈴木達夫を擁立した。

## 選挙のタイムライン
- 2013年12月19日 - 前職の猪瀬が都議会議長に辞職願を提出。[5]
- 2013年12月24日 - 都議会本会議にて猪瀬の辞職が同意される。[6]
- 2013年12月28日 - 宇都宮が無所属で出馬する意向を表明。[18]
- 2014年1月3日 - 田母神が無所属で出馬する意向であることが関係者への取材で判明。
- 2014年1月5日
  - 共産党が宇都宮の推薦を決定。[19]
  - 緑の党が宇都宮の推薦を決定。[21]
- 2014年1月6日 - 宇都宮が出馬会見。同日中に社民党が宇都宮の推薦を決定。[20]
- 2014年1月7日
  - 田母神が出馬会見。[26]
  - 日本維新の会が自主投票を決定。[27]
- 2014年1月8日
  - 舛添が無所属で出馬する意向を表明。[33]
  - 中松が出馬会見。無所属での立候補を発表。[25]
  - 山口が出馬会見。自身が代表を務める政治団体[57] からの立候補を発表。[25][58]
  - 吉田が出馬会見。無所属での立候補を発表。[25]
- 2014年1月9日
  - 細川が出馬を決断したことが報じられる。[43]
  - 中川が出馬会見。無所属での立候補を発表。[31]
  - 五十嵐が出馬会見。無所属での立候補を発表。[31]
  - 出馬を表明していた山口が出馬取りやめを表明。[31]
- 2014年1月14日
  - 舛添が出馬会見。同日中に、自民党都連が舛添の推薦を決定。[35][36]
  - 細川が無所属での出馬の意向を表明。[35]
  - 鈴木が出馬会見。無所属での立候補を発表。[29]
- 2014年1月15日 - 民主党都連が組織的な勝手連として細川を支援することを決定。[46]
- 2014年1月16日
  - 根上が出馬会見。無所属での立候補を発表。[55]
  - 平澤が出馬会見。自身が代表を務める政治団体[62] からの立候補を発表。[55]
  - 公明党都本部が舛添の推薦を決定。[37]
- 2014年1月17日
  - マックが出馬会見。自身が代表を務めるスマイル党公認での立候補を発表。[17]
  - ひめじが出馬会見。無所属での立候補を発表。[17]
  - 内藤が出馬会見。無所属での立候補を発表。[17]
  - 出馬を表明していた吉田が出馬取りやめを表明。[56]
  - 維新政党・新風が田母神の支持を決定。[28]
- 2014年1月18日 - 結いの党が細川を支援することを表明。[48]
- 2014年1月20日 - 地域政党の東京・生活者ネットワークが自主投票を決定。[86]
- 2014年1月21日
  - 家入が無所属で出馬する意向を表明。[51]
  - 生活の党が細川を支援することを決定。[47]
- 2014年1月22日
  - 細川が出馬会見。[45]
  - 家入が出馬会見。[52]
  - 金子が出馬会見。無所属での立候補を発表。[53]
  - 酒向が出馬会見。無所属での立候補を発表。[53]
  - 新党改革が舛添の支援を決定。[34]
- 2014年1月23日
  - 告示。これまでに出馬を表明していた候補者の内、平澤が立候補を届け出ず、松山が無所属での立候補を届け出たことで立候補者は16名で確定する。[8]
  - みんなの党が自主投票を決定。[84]
- 2014年2月9日 - 投開票。

## 選挙結果
投票率は46.14%で、前回2012年の62.60%を大きく下回り1987年、2003年に次いで3番目に低い投票率であった（前回比 -16.46%）。当日の有権者数は1068万5343人で、投票総数は493万98票となった。
候補者別の得票数の順位、得票数、得票率、惜敗率、供託金没収概況は以下のようになった。供託金欄のうち「没収」とある候補者は、有効投票総数の10%を下回ったため全額没収された。得票率と惜敗率は未発表のため暫定計算とした（小数3位以下四捨五入）。
|      | 順位 | 候補者名        | 党派       | 新旧 | 得票数        | 得票率 | 惜敗率 | 供託金 |
| ---- | ---- | --------------- | ---------- | ---- | ------------- | ------ | ------ | ------ |
| 当選 | 1    | ■舛添要一       | 無所属     | 新   | 2,112,979     | 43.40% | ----   |        |
|      | 2    | ■宇都宮健児     | 無所属     | 新   | 0,982,594.767 | 20.18% | 46.50% |        |
|      | 3    | ■細川護煕       | 無所属     | 新   | 0,956,063     | 19.64% | 45.25% |        |
|      | 4    | ■田母神俊雄     | 無所属     | 新   | 0,610,865     | 12.55% | 28.91% |        |
|      | 5    | ■家入一真       | 無所属     | 新   | 0,088,936     | 1.83%  | 4.21%  | 没収   |
|      | 6    | ■ドクター・中松 | 無所属     | 新   | 0,064,774     | 1.33%  | 3.07%  | 没収   |
|      | 7    | ■マック赤坂     | スマイル党 | 新   | 0,015,070     | 0.31%  | 0.71%  | 没収   |
|      | 8    | ■鈴木達夫       | 無所属     | 新   | 0,012,684     | 0.26%  | 0.60%  | 没収   |
|      | 9    | ■中川智晴       | 無所属     | 新   | 0,004,352     | 0.09%  | 0.21%  | 没収   |
|      | 10   | ■五十嵐政一     | 無所属     | 新   | 0,003,911     | 0.08%  | 0.19%  | 没収   |
|      | 11   | ■ひめじけんじ   | 無所属     | 新   | 0,003,727.207 | 0.08%  | 0.18%  | 没収   |
|      | 12   | ■内藤久遠       | 無所属     | 新   | 0,003,575     | 0.07%  | 0.17%  | 没収   |
|      | 13   | ■金子博         | 無所属     | 新   | 0,003,398     | 0.07%  | 0.16%  | 没収   |
|      | 14   | ■松山親憲       | 無所属     | 新   | 0,002,968     | 0.06%  | 0.14%  | 没収   |
|      | 15   | ■根上隆         | 無所属     | 新   | 0,001,904     | 0.04%  | 0.09%  | 没収   |
|      | 16   | ■酒向英一       | 無所属     | 新   | 0,001,297     | 0.03%  | 0.06%  | 没収   |

各候補の得票率（得票数の多かった順）

選挙戦では、2013年9月に東京都での開催が決定した2020年夏季オリンピックに向けた対応や首都直下型地震に備えた災害対策、少子高齢化への対策などの都政関連の問題だけでなく、細川や宇都宮らが主要政策として掲げた『脱原発』への是非を含めた原子力発電・エネルギー政策などの国政問題や前任の猪瀬直樹が徳洲会グループからの5000万円を受領した問題で辞職したこともあり『政治とカネ』の問題なども争点となった。
元参議院議員の舛添は「東京世界一実行宣言」を発表し、2020年東京オリンピックの成功や首都直下型地震に備えたインフラストラクチャ整備、中小企業への支援、特区制度を活用した規制改革、教育制度改革などを掲げた。また、少子高齢化への対策や待機児童対策などの社会保障と福祉、雇用対策の充実に厚生労働大臣としての経験を生かして取り組む考えを強く訴えた。
政党では、国政で連立政権を形成する自由民主党東京都支部連合会（TOKYO自民党）と公明党東京都本部が舛添を推薦。政権与党の国会議員が応援に加わり、自民党からは内閣総理大臣（第2次安倍内閣）兼党総裁の安倍晋三や幹事長の石破茂（農林水産大臣、防衛大臣、旧防衛庁長官歴任）、地元選出で文部科学大臣の下村博文などが、公明党からは代表の山口那津男（参議院議員、東京都選挙区選出、旧防衛政務次官歴任）がそれぞれ舛添の応援演説を行うなど両党の幹部が中心となり、舛添に対し国政選挙並みの豪華な全面支援を行った。選挙戦ではこの2党を始め、連合東京などの各組織の支援も受けるなど組織型選挙を展開。加えて、元参議院議員や国際政治学者としての知名度も生かし、推薦・支援を行った自民党と宗教法人創価学会を支持母体とする公明党の支持層だけでなく無党派層や他党の支持層にも支持を広げ、得票数2位の宇都宮にダブルスコアで圧勝し初当選を果たした。
前回の都知事選にも出馬した前日弁連会長で弁護士の宇都宮は、前回に続いて「東京から原発のない社会を目指し発信していく」として『脱原発』を掲げて選挙戦を闘い、脱原発を求める市民グループなどからの支援も受けた。この他にも、弁護士として貧困問題や地下鉄サリン事件の被害者救済に取り組んだ経験をアピール。競技施設の建設計画の見直しを行うなど環境に配慮したシンプルな2020年東京オリンピックの開催実現、福祉や雇用政策の充実などを訴えた。
選挙戦では、前回に続いて宇都宮を推薦した共産党や社民党などの政党・団体が宇都宮の全面的な支援を行い、組織票も固めた。しかし、脱原発を求める市民グループの一部が同じく『脱原発』を掲げる細川らの支援に流れて脱原発派の票が分散する格好となり、投票率が下がった中で前回より票数こそ上積みしたものの、舛添の圧倒的な票には遠く及ばず、前回に続く次点に終わり涙をのんだ。ただ、当初は舛添・細川の一騎討ちになるとの見方が強かった中で、終盤に猛烈な追い上げを見せ2位に食い込んだことは大方の予想を覆すものであり、善戦と報じられた。
宇都宮と同様『脱原発』を掲げ、実に15年ぶりとなる政界復帰を目指した第79代内閣総理大臣の細川は、同じく内閣総理大臣を務めた経験がある小泉純一郎の支援を受けた。細川が出馬の意向を公に表明したのは有力候補中では最も遅い告示の9日前という慌ただしさだったが、近年の都知事選では青島幸男や石原慎太郎といった知名度の高い候補がいずれも「後出し」という形で立候補して圧勝した経緯もあり、未だ根強い人気を誇り郵政解散での圧勝の記憶も新しい小泉との異例の「元首相コンビ」の効果が注目された。一部報道では投票率次第で600万票を獲得するとの予想がなされ、細川陣営では告示の前から圧勝ムードに沸き返り、様々なグループが入り乱れて恩賞争いも始まっていると報じられた。選挙戦では、知名度抜群の小泉が前面に出て選挙演説を行い細川の支持を訴え続け、『脱原発』の是非に焦点を絞り原発・エネルギー政策のシングルイシュー化を狙った。また、元首相としての政治経験を都政に生かすと訴えた他、少子高齢化への対策や2020年東京オリンピックの開催成功に向けた環境づくりといった都政の課題も訴えた。
しかし、出馬会見の2度に渡る延期や共同会見の中止によって他候補から苦言を呈され、『脱原発』以外の政策に具体性が欠けるなど選挙に対する準備不足が否めなかった。争点としたかった原発・エネルギー政策についても、そもそも都知事選で原発政策を問うのが適切なのかといった疑問に加え、舛添が中長期の原発依存脱却を主張し実質的な『脱原発』を唱える形となり、対立軸が明確にならず争点とすることが出来なかった。また、宇都宮を始めとした『脱原発』を掲げる候補が他にもおり、脱原発派の票が分散。民主党などの政党の支援も受けたが、同党の支持層や浮動票獲得を狙った無党派層などの票を獲得しきれず得票数3位止まりとなった。
元航空幕僚長の田母神は航空自衛隊のトップとしての経験を踏まえ、自衛隊を活用した首都直下型地震や2020年東京オリンピック開催に向けた災害対策の強化を掲げた他、教育改革や安全を確認した上での原発の再稼働容認などを訴えた。選挙戦では、日本維新の会共同代表の石原慎太郎など同党所属の国会議員らから個人的な支援を受けるのみで組織票が無い状況であったが、最終的に60万票以上を獲得。舛添らには及ばなかったものの得票数4位に滑り込んだ。この善戦には、田母神の思想に近い保守的で国粋主義的なインターネット利用者である「ネット右翼」が田母神を支援し、予想を超える善戦を生んだとマスコミでは報道された。この後、田母神はこの選挙で運動員に報酬を支払ったとして、公職選挙法（運動員買収）容疑で違反で逮捕され選対本部長と共に有罪判決を受けた。
その他の候補では、実業家の家入は「どんな人にも居場所がある東京」を公約に掲げ、IT業界出身の強みを生かして前年に解禁されたインターネットを総動員した選挙活動を展開。Twitterで自身の政策を募集し、ネット献金やクラウドファンディングで選挙資金を集めるなど新たな選挙戦術の形を提唱した。しかし街頭演説を2回しか行わないなど知名度や訴求力に欠き、得票数5位に終わり供託金も没収された。それでも「負けて悔しいが、第一段階は成功。上の世代をびびらせたかった」と述べ、敗戦を受け入れた。都知事選7度目の挑戦となった発明家の中松は6位、3度目の挑戦となったスマイル党公認の赤坂も7位であった。

### 出口調査
報道各社は、都知事選が行われたのに伴い都内の各投票所で出口調査を行った。

#### 支持政党別投票動向
（出典）
今回の都知事選では、舛添が自民党都連・公明党都本部からの推薦と新党改革からの支援、細川が民主党・結いの党・生活の党の各党からの支援、宇都宮が共産党と社民党からの推薦をそれぞれ受けて選挙戦を闘った。また、田母神は日本維新の会共同代表の石原慎太郎を始めとした同党所属の国会議員団の一部から個人的な支援を受けた。
舛添は推薦・支援を受ける自民党支持層の6〜7割、公明党支持層の約9割を固め、自身が持つ組織票を確実にまとめた。これに加え、共産・社民・結い・生活を除いた各党のそれぞれ2割以上にも支持を広げており、政党に関わらず全体で支持を広げた様子が浮き彫りとなった。
次点の宇都宮は推薦を受けた共産党支持層の7〜8割と社民党支持層の6〜7割から支持を集めた他、細川を支援する民主党支持層の2割強にも浸透した。
細川は支援を受ける結いの党や生活の党の各支持層から6〜7割の票を固めたが、同じく支援を受けて最大の支援母体にもなっていた民主党支持層からの支持は4〜5割程度のみに留まり他候補に支持が流れるなど、自身の組織票を固め切れなかった様子がうかがえた。
田母神は舛添を支援した自民党支持層と党として自主投票の方針で選挙戦に臨んだ日本維新の会支持層とみんなの党支持層のそれぞれ2割程度に食い込んだが、組織票がほぼないこともあり政党支持層全体での広がりを欠いた。
また、調査の中で最も多くを占めた無党派層（支持政党なし）は、舛添が3割弱で最も多く、宇都宮と細川が2割程度を分け合い、田母神は1割程度に留まった。
結果として、各政党の都知事選への対応方針がそのまま各候補への支持として反映されたことがこの調査で浮き彫りとなった。国会に議席を置く各政党や国会議員から支援がなかった上記の4人以外の各候補は、無党派層を含めて支持を集められなかった。

#### 年代別投票動向
（出典）
当選した舛添は、20〜70歳以上の全ての年代で他の候補を寄せ付けない圧倒的な支持を得た。その得票率は年代が高くなるにつれて上昇しており、高齢層からの支持が特に目立っている。宇都宮は、全年代から万遍なく2割程度の支持を得ている。その一方で細川は、40代以上では2割弱の支持があったが、政治活動から15年以上離れていたこともあり20〜30代の若年層の支持は1割程度に沈んだ。田母神は、高齢層からの支持は1割以下に留まったが、若年層では宇都宮や細川を上回る2割程度の支持を得た。これは若年層で田母神の思想に近い保守的な考えを持つ者が増加していることが要因であり、それが如実に表れた結果であると分析されている。

## 選挙期間中の出来事と選挙後の動き

### 公開討論会・候補者共同記者会見の度重なる中止
告示前の2014年1月14日、早期の立候補表明を促すため東京青年会議所が主催する公開討論会が宇都宮、田母神、舛添、細川の4人によって行われるはずであった。しかし、この討論会に参加を表明したのが宇都宮のみだったため、青年会議所は討論会を1月18日に延期することを決定。18日に実施される予定となったが、参加予定の一人である細川が公約の未完成のため出席しないことが前日の17日に判明。この動きを受けて18日の討論会の出席に前向きであった舛添と田母神までもが討論会出席を見合わせたため、すでに設営も完了していた当日の午前になって主催者の判断により討論会中止が決定された。
一方、フリーライターの畠山理仁は同日、東京青年会議所とは別にニコニコ動画「畠山理仁チャンネル」で公開討論会を開催した。こちらは連絡先のある全ての立候補予定者を対象としたが、宇都宮、田母神、舛添、細川の4人は出席せず、出席したのは中松、五十嵐、鈴木、根上、赤坂、ひめじ、内藤、そして山口節生の8人であった。尚、山口はこの時点で都知事選への出馬断念を表明していた が、討論会には出席した。
更に、告示日直前の1月22日には日本記者クラブが、宇都宮、田母神、舛添、細川の4人による共同記者会見を行うことを予定していたが、こちらも細川が出席を見送ったため中止となった。その後、共同記者会見の代わりとして出席予定だった舛添・宇都宮・田母神の会見を1人ずつ続けて開いた。しかし、これらの相次ぐ中止について各候補者からは細川への不快感を表明する声が相次ぎ、細川は選挙に向けた準備不足を露呈することとなった。
結局、宇都宮、田母神、舛添、細川の4人が出席する初めての公開討論会となったのは、告示後の2月1日にドワンゴやTwitterJapanなどインターネットサービスを提供する7社が共同企画し、ニコニコ動画などのインターネットサイトで生中継された政策討論会であった。これに先立ち企画者7社のうちドワンゴやヤフーら4社を含む計5社は、各候補者に対してくれぐれも公開討論会に欠席しないよう要請した。尚、候補者の間での政策論争を伴わないものとしては、1月30日に放送された日本テレビ系の報道番組が、宇都宮、田母神、舛添、細川の4人がひとつの会場に揃った最初のものである。

### テレビ番組の中止
選挙期間中の2014年1月31日に日本テレビ系列では、熊本藩主だった肥後細川家に代々伝わる家宝を紹介する番組を放送する予定であった。この番組中には1月31日の放送を決定した時点で立候補を表明していなかった同家の第18代当主でもある細川元首相の出演シーンがあった。選挙期間中の候補者の番組出演に関して日本民間放送連盟が定めるガイドラインに抵触する恐れがあるとして、日本テレビはこの番組の放送を延期せざるを得なくなり、1月21日に正式に放送の延期を決定した。尚、中止された番組が放送される予定だった1月31日の時間帯に日本テレビ系列では通常番組『金曜ロードSHOW!』枠をレギュラー復帰とし、同枠で映画「プレデターズ」（2010年、アメリカ製作、SFアクション映画）が放送された。